# モータウン (ミュージカル)
『モータウン』（Motown: The Musical ）は、ブロードウェイ・ジュークボックス・ミュージカル。1994年のベリー・ゴーディの自伝『0To Be Loved: The Music, the Magic, the Memories of Motown 』を基にし、ゴーディが創立および操業したレコード会社モータウン、そしてダイアナ・ロス、スモーキー・ロビンソン、マーヴィン・ゲイ、マイケル・ジャクソンなどのモータウン所属アーティストとの公私にわたる付き合いを描き自ら脚本を執筆した。モータウンから出版された楽曲を使用している。2013年4月、ブロードウェイで開幕した。
2013年、第67回トニー賞において4部門にノミネートされた。

## プロダクション
2013年、ブロードウェイのラント・フォンテーヌ劇場にて3月11日よりプレビュー公演が開幕し、4月14日から正式に開幕した。チャールズ・ランドルフ・ライトが演出、パトリシア・ウィルコックスが振付、デイヴィッド・コリンズが装置デザイン、イーソーサが衣裳、ナターシャ・カッツが照明、ピーター・ハイレンスキが音響デザイン、ダニエル・ブロディがプロジェクション・デザインを担当した。出演者はベリー・ゴーディ役にブランドン・ヴィクター・ディクソン、ダイアナ・ロス役にクリスタル・ジョイ・ブラウン、マイケル・ジャクソン役、スティーヴィー・ワンダー役、ベリー・ゴーディ役にレイモンド・ルーク・ジュニアおよびプリンス・ジョージ・メイナード、マーヴィン・ゲイ役にブライアン・テレル・クラーク、スモーキー・ロビンソン役にチャール・ブラウンが配役された。
2015年1月18日、ブロードウェイ公演はプレビュー公演37回、本公演758回上演後閉幕した。
2014年4月、クリフトン・オリヴァーとアリソン・セムズ、ニコラス・クリストファー、ジャラン・ミューズ主演の全米ツアー公演がシカゴにて開幕した。
2016年7月から18週間、ネダーランダー劇場にてブロードウェイ公演が、チェスター・グレゴリー、アリソン・セムズ、ジェシー・ナガー、ジャラン・ミューズ主演で再開されたが、18公演で閉幕した。
。
ロンドンにおいて、『ウィ・ウィル・ロック・ユー』閉幕後に改修したドミニオン劇場で『モータウン』が上演されるという推測がされたが、結局ウエスト・エンド・プロダクションは2016年2月11日から10月22日までシャフテスバリー劇場で上演されることが発表された。ブロードウェイ公演および全米ツアー公演の演出を行なったチャールズ・ランドルフ・ライトがウエスト・エンド公演の演出を担当することとなった。出演者はベリー・ゴーディ役にセドリック・ニール、ダイアナ・ロス役にルーシー・セント・ルイスが配役された。

## あらすじ
1983年、パサデナ・シヴィック・オーディトリアムにてスターたちが集まりモータウン・レコード創立25周年を祝う。時は戻り、ミシガン州デトロイトで若きベリー・ゴーディは近所で踊る人々を見ている。1957年、大人になったベリーは自身のレコード会社を設立し、マーヴィン・ゲイ、スモーキー・ロビンソンなどのプロのアーティスト/歌手と生涯の友人となる。ベリーはスプリームスやダイアナ・ロスなどを発掘する。
ロスの『I Hear a Symphony 』、『You're Nobody 'Til Somebody Loves You 』、『You're All I Need to Get By 』の他、スティーヴィー・ワンダー、スプリームス(『Buttered Popcorn 』、『Where Did Our Love Go 』)、ミラクルズ(『Shop Around 』)、マーヴェレッツ(『Please Mr. Postman 』)、メアリー・ウェルズ&テンプテーションズ(『Bye Bye Baby 』、『Two Lovers Medley 』)、マーサ&ヴァンデラス(『Dancing in the Street 』)、コンツアズ(『Do You Love Me 』)、そしてジャクソン5などのスターたちがヒット曲を歌う。

## 使用楽曲
計66曲が使用されている。曲名のアルファベット順に記述する。
- ABC ABC (作詞作曲: アルフォンソ・J・マイゼル, フレディー・ペレン, ベリー・ゴーディ、ディーク・リチャーズ)
- Ain't No Mountain High Enough (作曲: ヴァレリー・シンプソン, 作詞: ニコラス・アシュフォード)
- エイント・トゥー・プラウド・トゥ・ベッグ Ain't Too Proud to Beg (作曲: ノーマン・ホィットフィールド, 作詞: エディ・ホランド)
- All Night Long (All Night) (作詞作曲: ライオネル・リッチー)
- Baby I Need Your Loving (作曲: ブライアン・ホランド、ラモント・ドジャー、作詞: エディ・ホランド)
- Ball of Confusion (That's What the World Is Today) (作曲: ノーマン・ホィットフィールド、作詞: バレット・ストロング)
- A Breathtaking Guy (作詞作曲: スモーキー・ロビンソン)
- Brick House (作詞作曲: ライオネル・リッチー、ロナルド・ラプレド、ウォルター・オレンジ、ミラン・ウィリアムズ、トーマス・マクラリー、ウィリアム・キング)
- Buttered Popcorn (作詞作曲: ベリー・ゴーディ、バーニー・エイルズ)
- Bye Bye Baby (作詞作曲: メアリー・ウェルズ)
- Can I Close the Door (作詞作曲: ベリー・ゴーディ、マイケル・ラヴスミス)
- Come See About Me (作曲: ブライアン・ホランド、ラモンド・ドジャー、作詞: エドワード・ホランド・ジュニア)
- Cruisin' (作曲: ウィリアム・ロビンソン、マーヴィン・タープリン、作詞: ウィリアム・ロビンソン)
- Dancing in the Street (作詞作曲: マーヴィン・ゲイ、アイヴィ・ジョ・ハンター、ウィリアム・スティーヴンソン)
- Do You Love Me (作詞作曲: ベリー・ゴーディ)
- Fingertips, Part 2 (作詞作曲: クラランス・ポール、ヘンリー・コスビー)
- For Once in My Life (作詞作曲: オーランド・マーデン、ロン・ミラー)
- Get Ready (作詞作曲: スモーキー・ロビンソン)
- Give It to Me Baby (作詞作曲: リック・ジェームス)
- Good Morning Heartache (作詞作曲: アーヴィン・ドレイク、ダン・フィッシャー、アイリーン・ヒギンボサム)
- Got a Job (作詞作曲: スモーキー・ロビンソン、ベリー・ゴーディ、ビリー・デイヴィス)
- Hail to the Beat (作詞作曲: ベリー・ゴーディ、マイケル・ラヴスミス)
- The Happening (作曲: ラモント・ドジャー、ブライアン・ホランド、フランク・デ・ヴォル、作詞: エドワード・ホランド・ジュニア)
- ハッピー・バースデイ Happy Birthday (作詞作曲: スティーヴィー・ワンダー)
- Hey Joe (Black Like Me) (作詞作曲: ベリー・ゴーディ、マイケル・ラヴスミス)
- How High the Moon (作曲: モーガン・ルイス、作詞: ナンシー・ハミルトン)
- I Can't Get Next to You (作曲: ノーマン・ホィットフィールド、作詞: バレット・ストロング)
- I Can't Help Myself (Sugar Pie Honey Bunch) (作曲: ブライアン・ホランド、ラモンド・ドジャー、作詞: エドワード・ホランド・ジュニア)
- I Got a Feeling (作曲: ブライアン・ホランド、ラモンド・ドジャー、作詞: エドワード・ホランド・ジュニア)
- I Hear a Symphony (作曲: ブライアン・ホランド、ラモンド・ドジャー、作詞: エドワード・ホランド・ジュニア)
- 悲しいうわさ I Heard It Through the Grapevine (作曲: ノーマン・ホィットフィールド、作詞: バレット・ストロング)
- (I Know) I'm Losing You (作曲: ノーマン・ホィットフィールド、コーネリアス・グラント、作詞: エドワード・ホランド・ジュニア)
- 帰ってほしいの I Want You Back (作詞作曲: フレディ・ペレン、アルフォンソ・マイゼル、ベリー・ゴーディ、ディーク・リチャーズ)
- I'll Be There (作詞作曲: ハル・デイヴィス、ベリー・ゴーディ、ボブ・ウエスト、ウィリー・ハッチ)
- It's What's in the Grooves That Counts (作詞作曲: ベリー・ゴーディ、マイケル・ラヴスミス)
- Lonely Teardrops (作詞作曲: ベリー・ゴーディ、グエン・ゴーディ、ビリー・デイヴィス)
- Love Child (作詞作曲: R・ディーン・テイラー、フランク・ウィルソン、パム・ソウヤー、ディーク・リチャーズ)
- 恋ははかなく Love Is Here and Now You're Gone (作曲: ブライアン・ホランド、ラモンド・ドジャー、作詞: エドワード・ホランド・ジュニア)
- 小さな経験 The Love You Save (作詞作曲: フレディ・ペレン、アルフォンソ・マイゼル、ベリー・ゴーディ、ディーク・リチャーズ)
- マーシー・マーシー・ミー Mercy Mercy Me (The Ecology) (作詞作曲: マーヴィン・ゲイ)
- マイ・ガール My Girl (作詞作曲: ロナルド・ホワイト、スモーキー・ロビンソン)
- My Guy (作詞作曲: スモーキー・ロビンソン)
- My Mama Done Told Me (作詞作曲: スモーキー・ロビンソン、ベリー・ゴーディ、ベリー・デイヴィス)
- プリーズ・ミスター・ポストマン Please Mr. Postman (作詞作曲: ウィリアム・ギャレット、ジョージア・ドビンズ、ブライアン・ホランド、フレディ・ゴーマン、ロバート・ベイトマン)
- Reach Out and Touch (Somebody's Hand) (作曲: ヴァレリー・シンプソン、作詞: ニコラス・アシュフォード)
- Reach Out I'll Be There (作曲: ブライアン・ホランド、ラモンド・ドジャー、作詞: エドワード・ホランド・ジュニア)
- Reet Petite (作詞作曲: ベリー・ゴーディ、ビリー・デイヴィス)
- Remember Me (作曲: ヴァレリー・シンプソン、作詞: ニコラス・アシュフォード)
- Shop Around (作詞作曲: スモーキー・ロビンソン、ベリー・ゴーディ)
- Shotgun (作詞作曲: ジュニア・ウォーカー)
- Signed, Sealed, Delivered I'm Yours (作詞作曲: スティーヴィー・ワンダー、シリータ・ライト、リー・ギャレット、ルラ・メイ・ハーダウェイ)
- Square Biz (作詞作曲: ティーナ・マリー、アレン・ヘンリー・マグリア)
- ストップ・イン・ザ・ネイム・オブ・ラヴ Stop! In the Name of Love (作曲: ブライアン・ホランド、ラモンド・ドジャー、作詞: エドワード・ホランド・ジュニア)
- Stubborn Kind of Fellow (作詞作曲: マーヴィン・ゲイ、ジョージ・ゴーディ、ウィリアム・スティーヴンソン)
- Super Freak (作詞作曲: リック・ジェームス、アロンゾ・ミラー)
- The Tears of a Clown (作曲: スティーヴィー・ワンダー、スモーキー・ロビンソン、ヘンリー・コスビー、作詞: スモーキー・ロビンソン)
- To Be Loved (作詞作曲: ベリー・ゴーディ、グエン・ゴーディ、ビリー・デイヴィス)
- Two Lovers (作詞作曲: スモーキー・ロビンソン)
- War (作曲: ノーマン・ホィットフィールド、作詞: バレット・ストロング)
- ホワッツ・ゴーイン・オン What's Going On (作詞作曲: ロナルド・ベンソン、アル・クリーヴランド、マーヴィン・ゲイ)
- Where Did Our Love Go (作曲: ブライアン・ホランド、ラモンド・ドジャー、作詞: エドワード・ホランド・ジュニア)
- Who's Lovin' You (作詞作曲: スモーキー・ロビンソン)
- You Are You (作詞作曲: ベリー・ゴーディ)
- You're All I Need to Get By (作曲: ヴァレリー・シンプソン、作詞: ニコラス・アシュフォード)
- You're Nobody till Somebody Loves You (作詞作曲: ジェイムズ・キャヴァナー、ラス・モーガン、ラリー・ストック)
- ユーヴ・リアリー・ゴッタ・ホールド・オン・ミー You've Really Got a Hold on Me (作詞作曲: スモーキー・ロビンソン)

## 批評
『ニューヨーク・タイムズ』のチャールズ・アイシャーウッドは「『モータウン』で演奏された50以上の曲はほとんどが残念ながら短縮版である。多くの曲を、有名になったアーティストを演じる役者がコンサート版として演奏しているが、いくつかは不自然にあらすじに押し込まれている。曲が豊富なことによって『モータウン』が物語を節約しているように見える。著名な登場人物が出ては消え、観客がそれが著名な人物だと気付いた時にはもう舞台袖に消えている。演者は歌いながら舞台を横切り、観客はオリジナルの曲の歌詞のニュアンスを感じ取ることができる」と記した。

## 受賞歴
『モータウン』はトニー賞においてミュージカル主演女優賞(Valisia LeKae )、ミュージカル助演男優賞(チャール・ブラウン)、編曲賞(イーサン・ポップ、ブライアン・クルック)、ミュージカル音響デザイン賞(ピーター・ハイレンスキ)の4部門にノミネートされたが受賞には至らなかった。
2013年、Valisia LeKae はシアター・ワールド・アワードにおいてブロードウェイ/オフ・ブロードウェイ新人賞を受賞した。